# Tram van Mulhouse

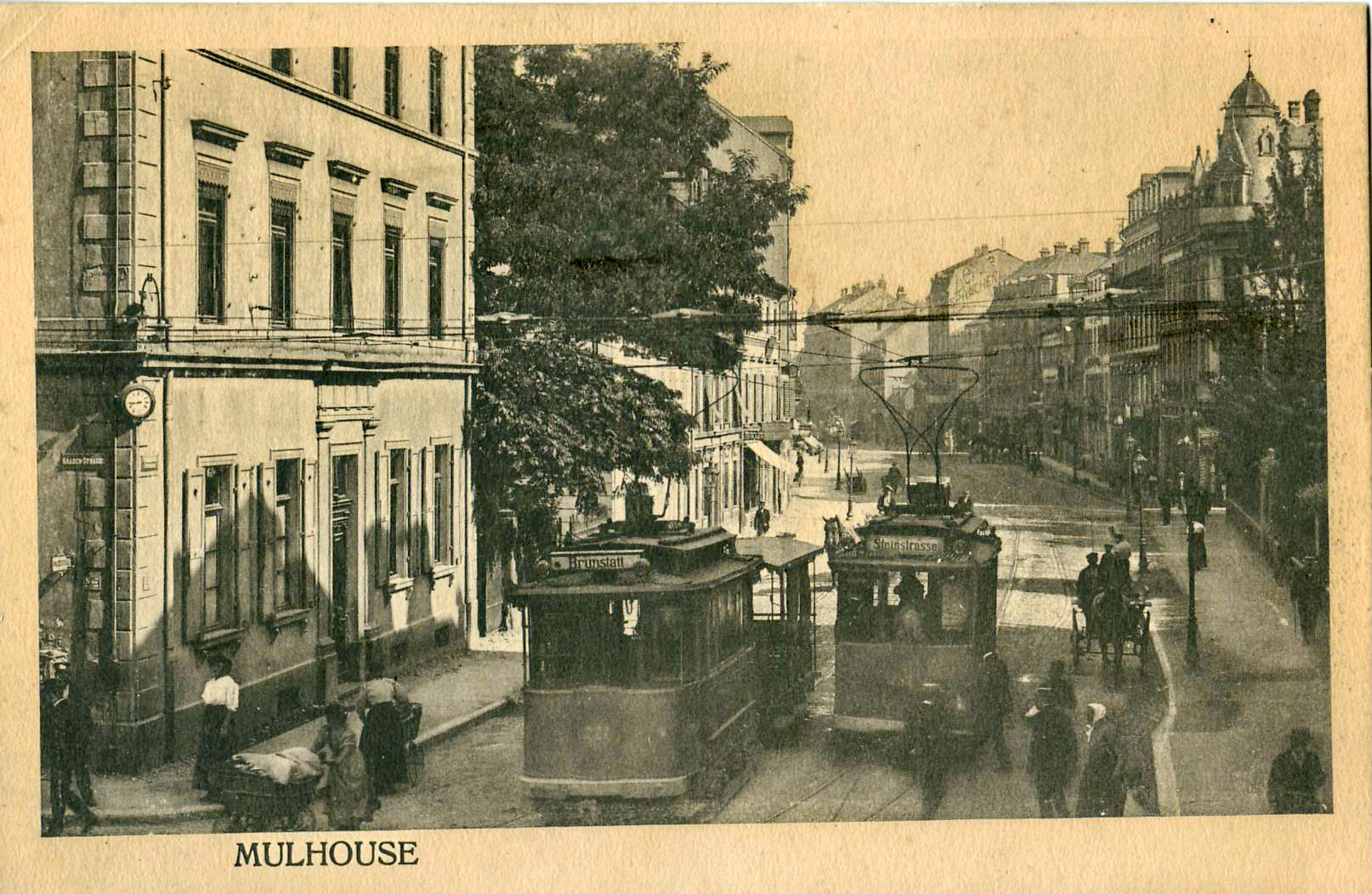
Twee trams van het eerste net ca. 1920

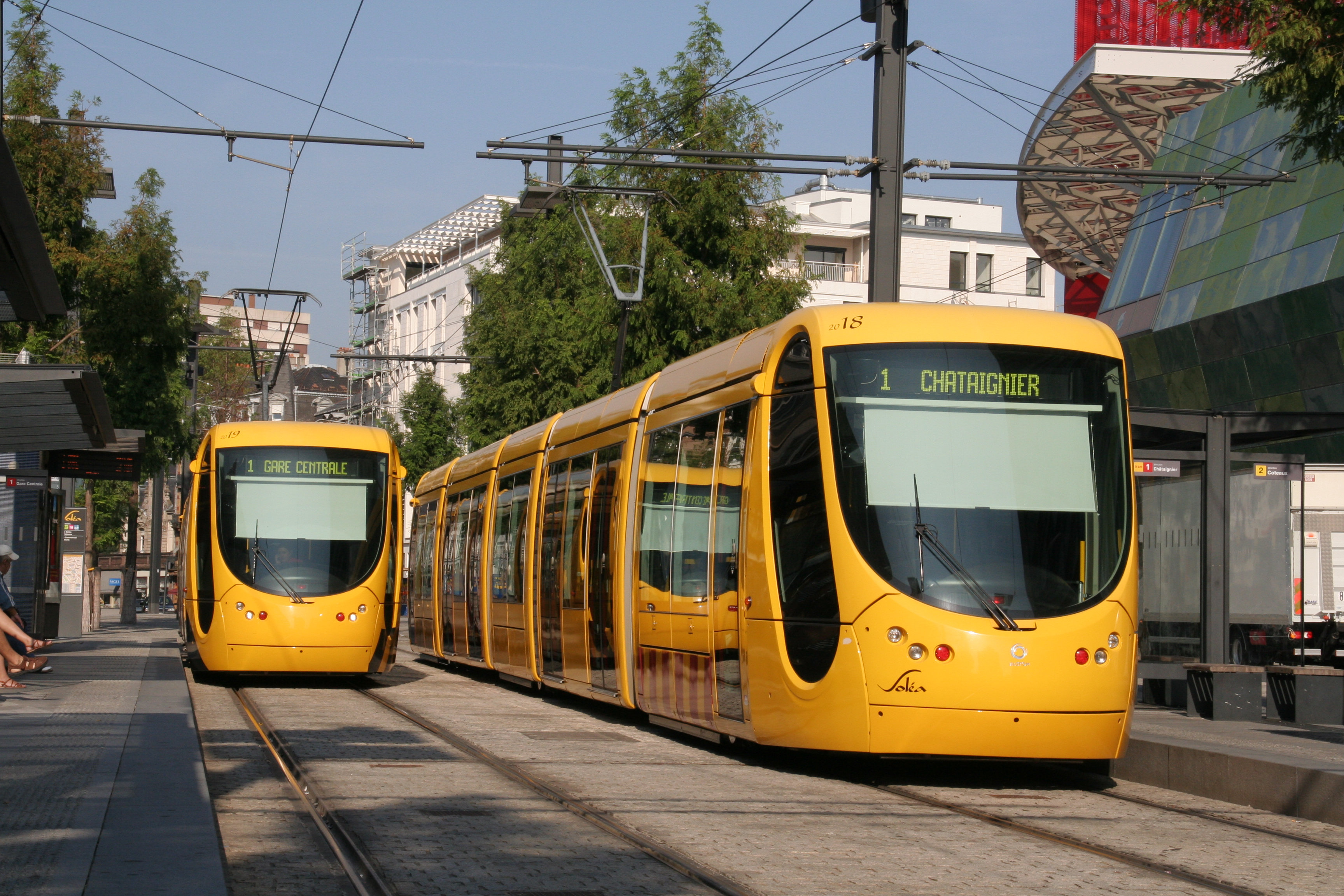
Twee trams in het centrum van de stad.

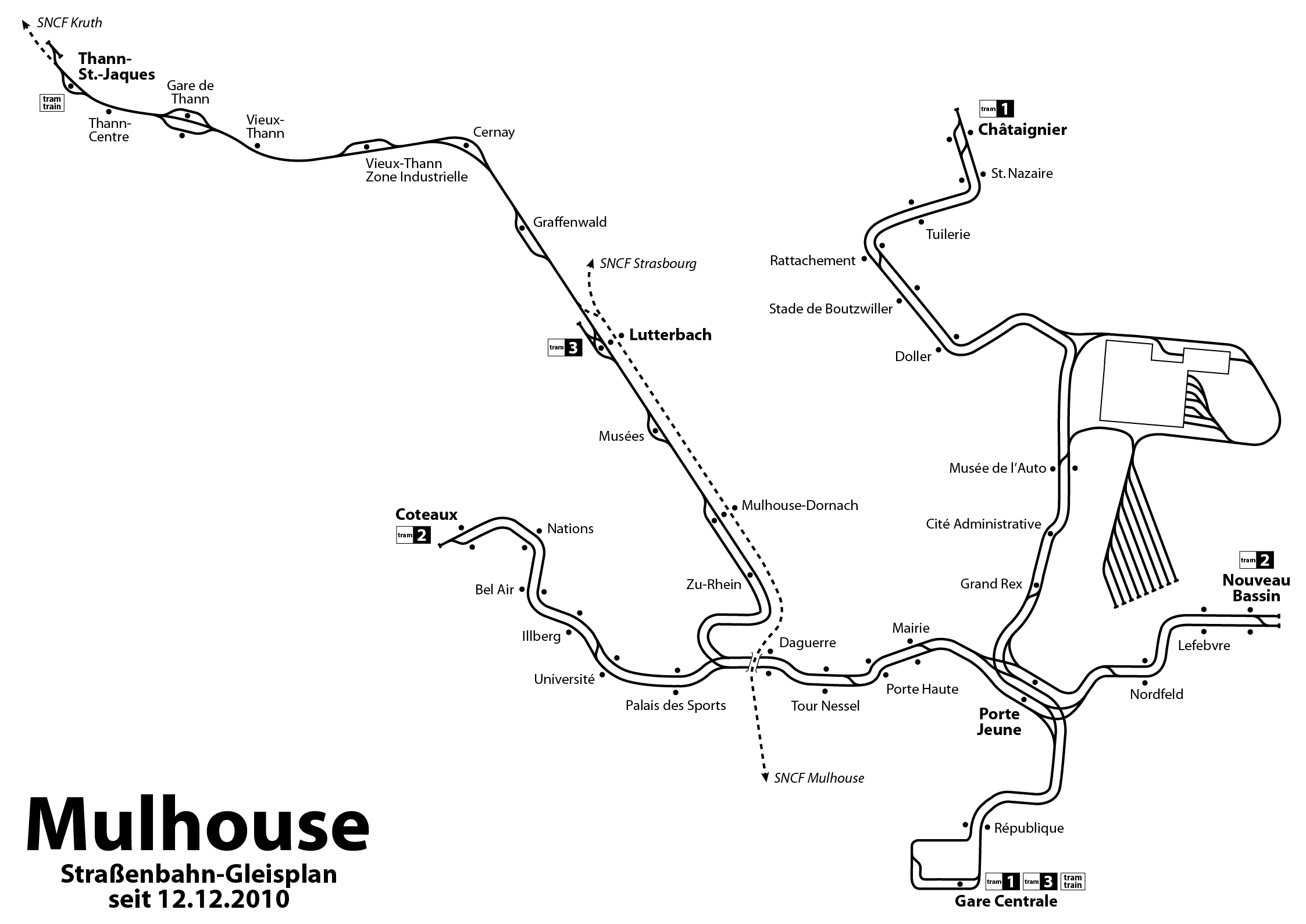

De tram van Mulhouse is de belangrijkste vorm van openbaar vervoer binnen de Franse stad Mulhouse. Het bestaat uit een stadsnet van drie lijnen met een tramtrein-lijn geïntegreerd.

## Stadstram
Van 1882-1957 kende Mulhouse al een stadstramnet. De lijnen met tweeassige motorwagens verdwenen in 1955 en de lijn die ook met vierassige motorwagens reed in 1957. Tussen 1947 en 1968 was er een trolleybus dat een deel van de vervoersdiensten overgenomen had die voorheen door de tram werden verzorgd.

### Tweede tramnet
De bouw het tweede tramnet begon eind 2002 in opdracht van de regionale vervoersautoriteit SITRAM (Syndicat Intercommunal des Transports de l'Agglomération Mulhousienne). Op zaterdag 13 mei 2006 werd de eerste fase van het tramnet voor het publiek geopend. Op 20 mei 2006 werd het tramnet officieel geopend door president Chirac.

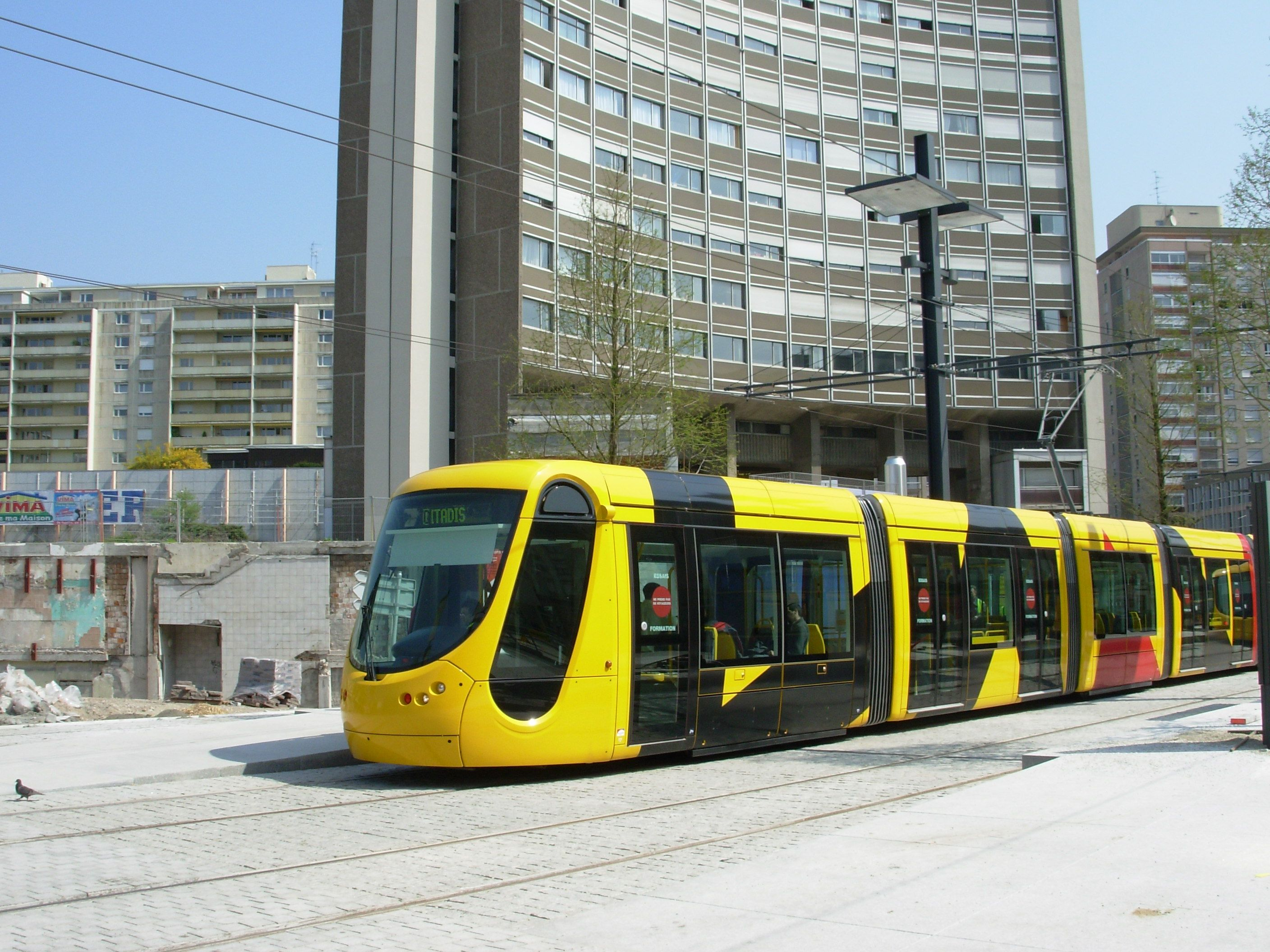
Stadstram in het centrum van Mulhouse.

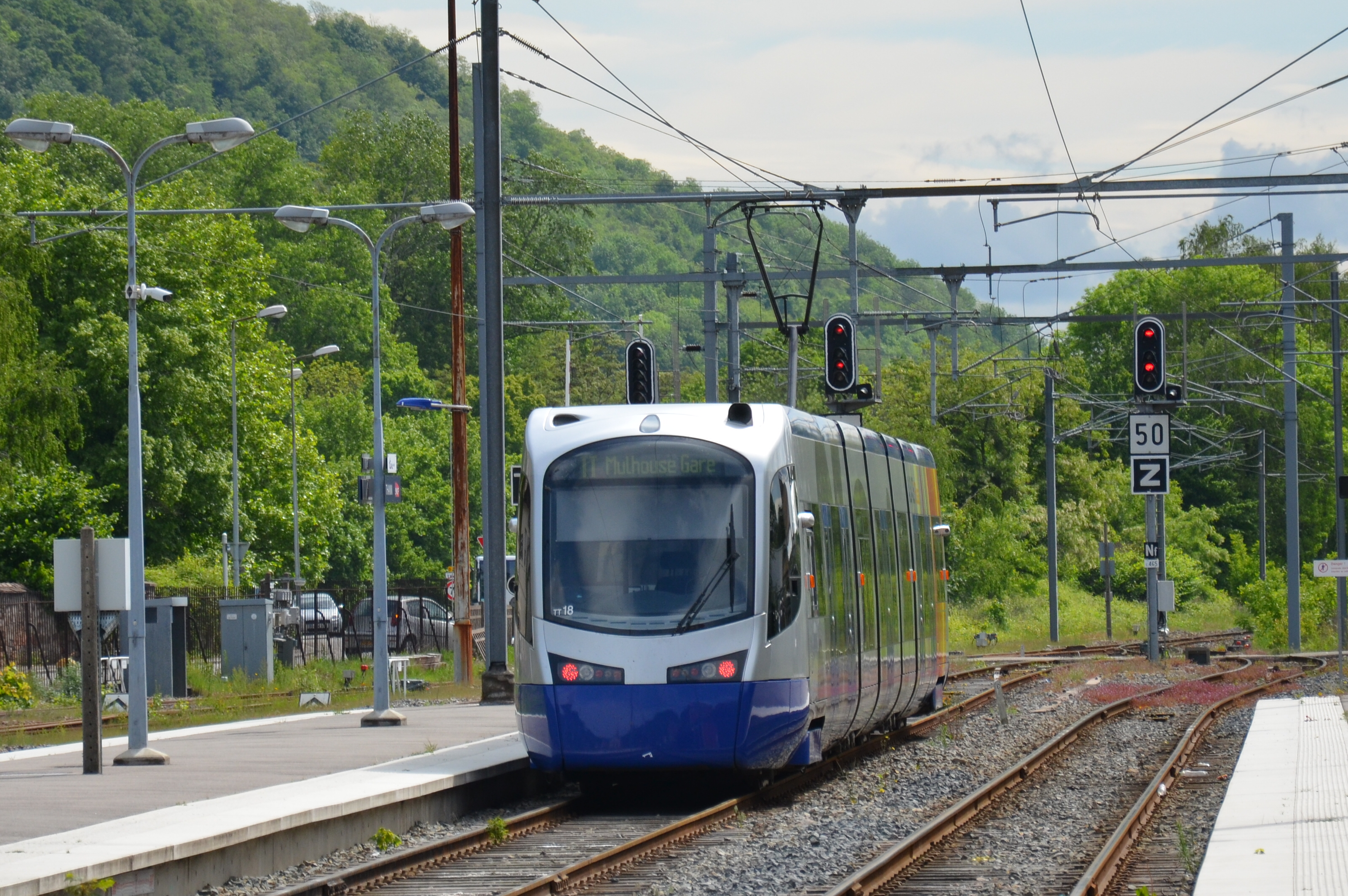
Tram-Train op het station Thann.

Anno 2006 was het net twaalf kilometer lang, telde het 24 haltes en bestond het uit een oost-west en een noord-zuidlijn. Beide lijnen kruisen elkaar in het centrum bij de halte 'Porte Jeune Europe'. SITRAM heeft de exploitatie van de tram en stadsbus uitbesteed aan vervoerbedrijf Soléa. De realisatie van de eerste fase heeft 249,1 miljoen euro gekost.
Eind 2010 kwam de tweede fase van het tramnet gereed dat het tramtreinproject Tram-Train Mulhouse-Vallée de la Thur, welke eveneens de stad doorkruist, omvat. Het net is sindsdien 19,7 kilometer lang en telt 38 haltes. De Noord-Zuidlijn is elf kilometer lang en telt 21 haltes. De Oost-westlijn is 8,7 kilometer lang en telt zeventien haltes. De realisatiekosten van het totale tramproject tot het jaar 2012 werden geraamd op 340 miljoen euro
Inmiddels zijn er ook al verlengingen gepland voor de periode na 2012.

## Tramtrein
Op 11 december 2010 zijn de eerste tramtreinen (in het Frans "tram-train" geheten) gaan rijden naar het 22 kilometer verder gelegen dorp Thann (halte Thann Saint-Jacques). Hiervoor is vanaf de halte Daguerre tot Lutterbach een tramspoor aangelegd naast de drukke bestaande spoorlijn Mulhouse - Kruth/Straatsburg, geëlektrifieerd met de normale trambovenleidingspanning van 750 V gelijkstroom. Tot Dornach ligt er dubbelspoor, daarna is er enkelspoor maar met een kruisingmogelijkheid bij de halte Musées. Na Lutterbach sluit de tramlijn aan op de van de hoofdspoorlijn aftakkende spoorlijn naar Kruth. De tramtrein moet hier omschakelen naar de 25 kV wisselspanning en samen rijden met treinen over hetzelfde enkelsporige baanvak. De stadstram rijdt als de T3 lijn tot Lutterbach. De treinbeveiling BAPR (block automatique à permissivité restreinte) wordt hier gebruikt en de maximumsnelheid is 100 km/u. Op de tramlijn bedraagt de  maximumsnelheid 70 km/u.
De light-railvoertuigen rijden vanaf het centraal station van Mulhouse over gedeeltes van lijn T1 en T2 naar de halte Daguerre, waar de stadslijn T3 aftakt en zijn eigen route heeft naast de spoorweg tot Lutterbach, het eindpunt van stadslijn T3. Na Lutterbach rijden de light-railvoertuigen over de Mulhouse - Kruth spoorlijn tot Thann. Langs de route is een halte aangelegd, Musées, dicht bij de Franse nationale spoorwegmuseum. Vanaf Thann kan overgestapt worden op een dieseltrein die de Thurvallei bedient tot Kruth. Tijdens de werkdagen is er een treinuurdienst van het centraal station in Mulhouse naar Kruth. Deze trein heeft een beperkt aantal haltes tussen Mulhouse en Thann. Daarnaast rijdt er nog een extra treinuurdienst tussen Thann en Kruth, welke een cross-over-platform-overstap biedt op de tram. De basisfrequentie voor de T3/tramtrain lijn is vier trams per uur tot Lutterbach (twee stadstrams als lijn T3). Voorbij Lutterbach rijden er twee tramtreinen per uur.
Voor de realisatie is 131 miljoen euro uitgetrokken. 
In de toekomst wordt de tramtrein verlengd naar Kruth.

## Materieel
De tramdiensten worden uitgevoerd met 27 gelede stadstrams van het type van Alstom Citadis. De Citadis voor Mulhouse is 32,5 meter lang en 2,65 meter breed. Voor de light-railverbinding worden twaalf trams type Avanto, gebouwd bij Siemens, gebruikt. Deze zijn 36 meter lang en 2,65 meter breed. Beide trams hebben dezelfde vloerhoogte en bieden een gelijkvloerse instap bij de haltes. De Avantotram heeft echter een uitschuifbare trede. Dit is nodig omdat in verband met het spoorruimteprofiel de zijonderkant van het voertuig hoger moet zijn en daardoor de deuren aan de onderkant iets naar binnen gebogen zijn. Bij de perrons waar ook treinen rijden worden de treden nog iets verder uitgeschoven dan bij de tramtrajecten. Verder hebben de Avantotrams meer stoelen en zijn ingesteld op de langere afstandreizen.

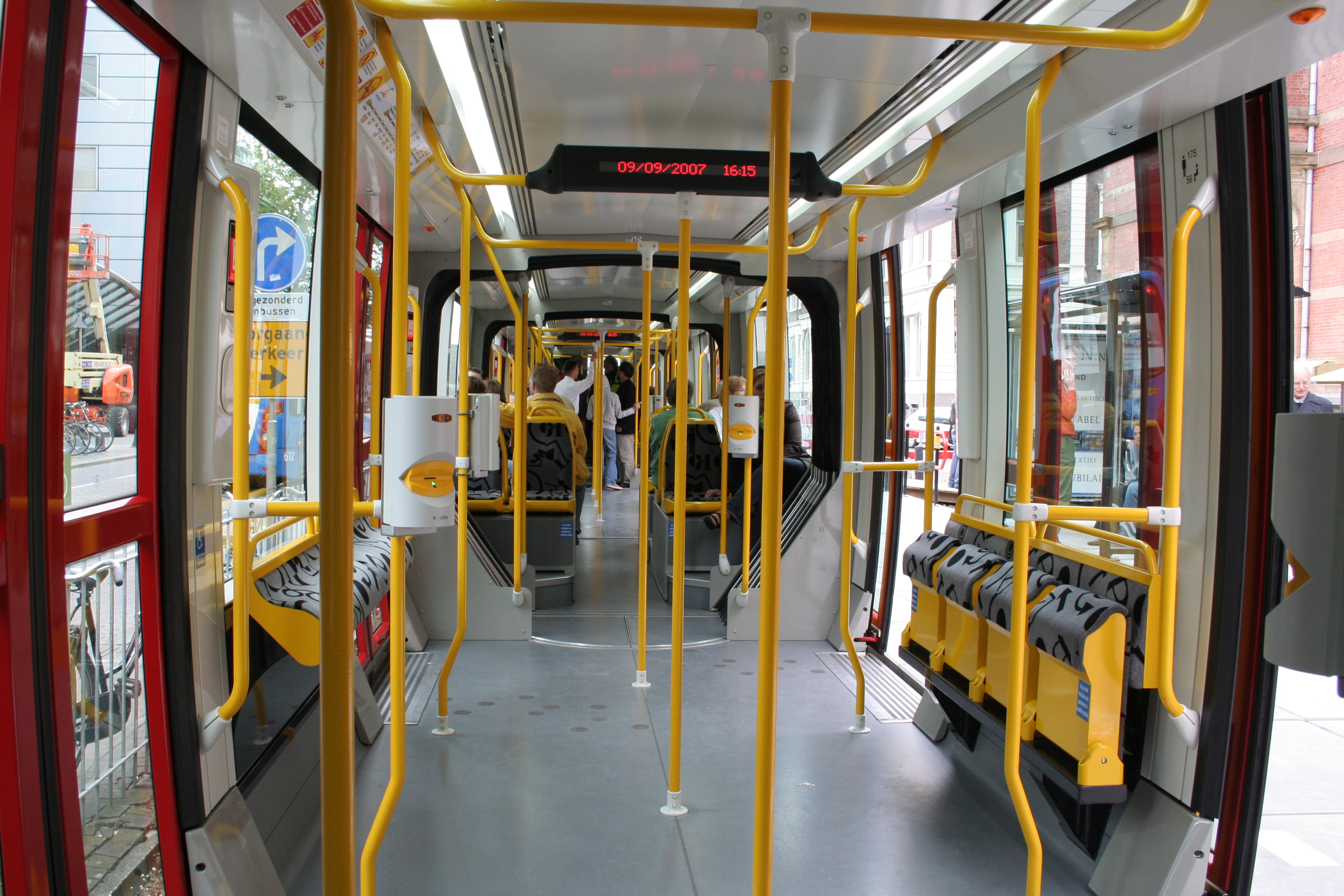
Interieur in de stadtrams
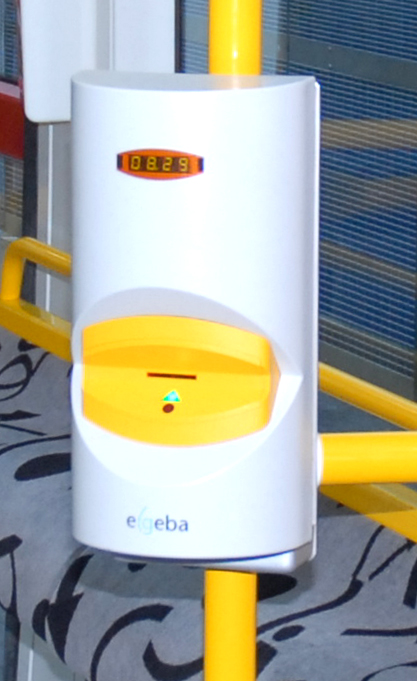
Elgeba stempelapparaat in de stadtrams
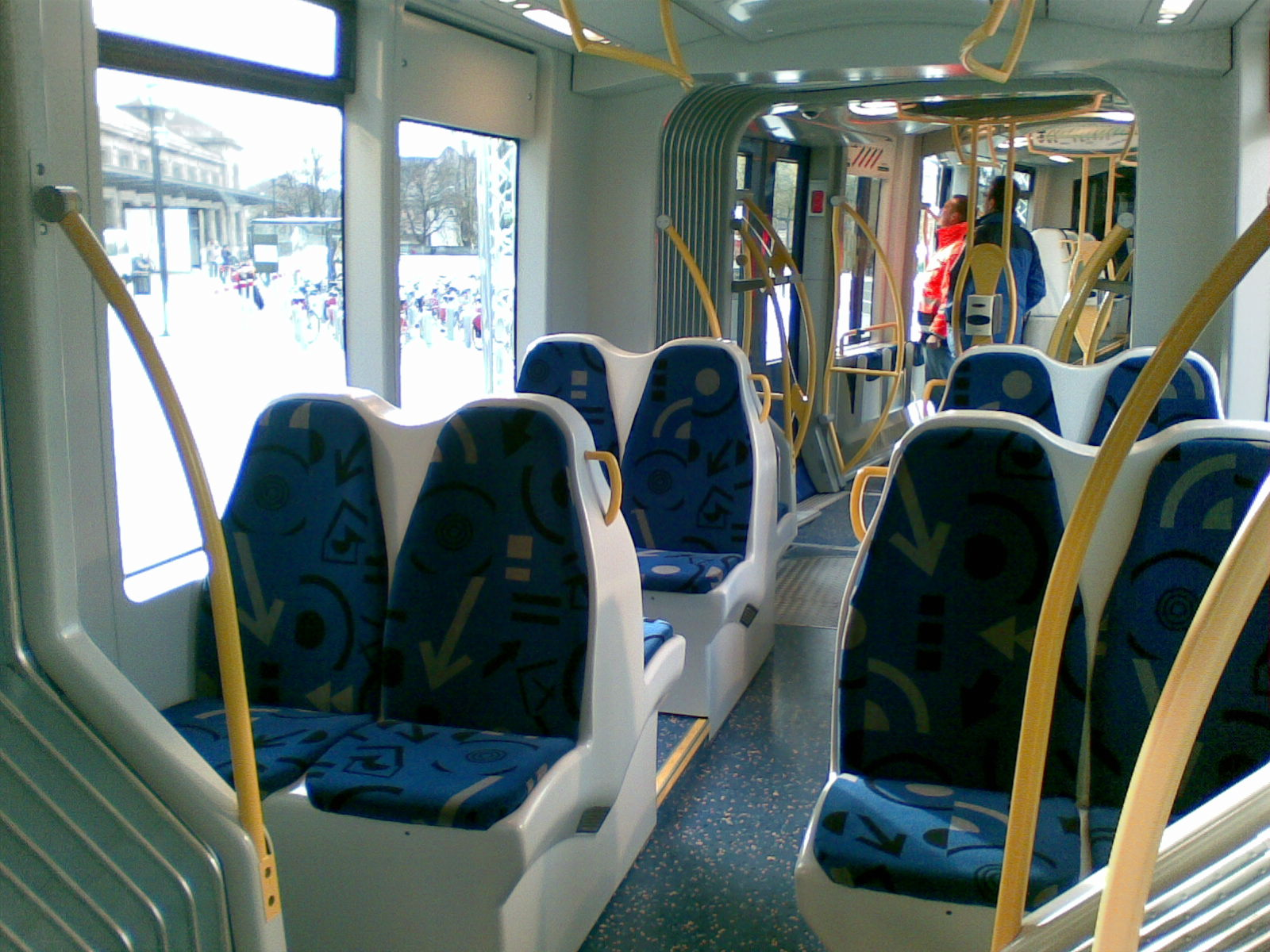
Interieur van de tramtrein

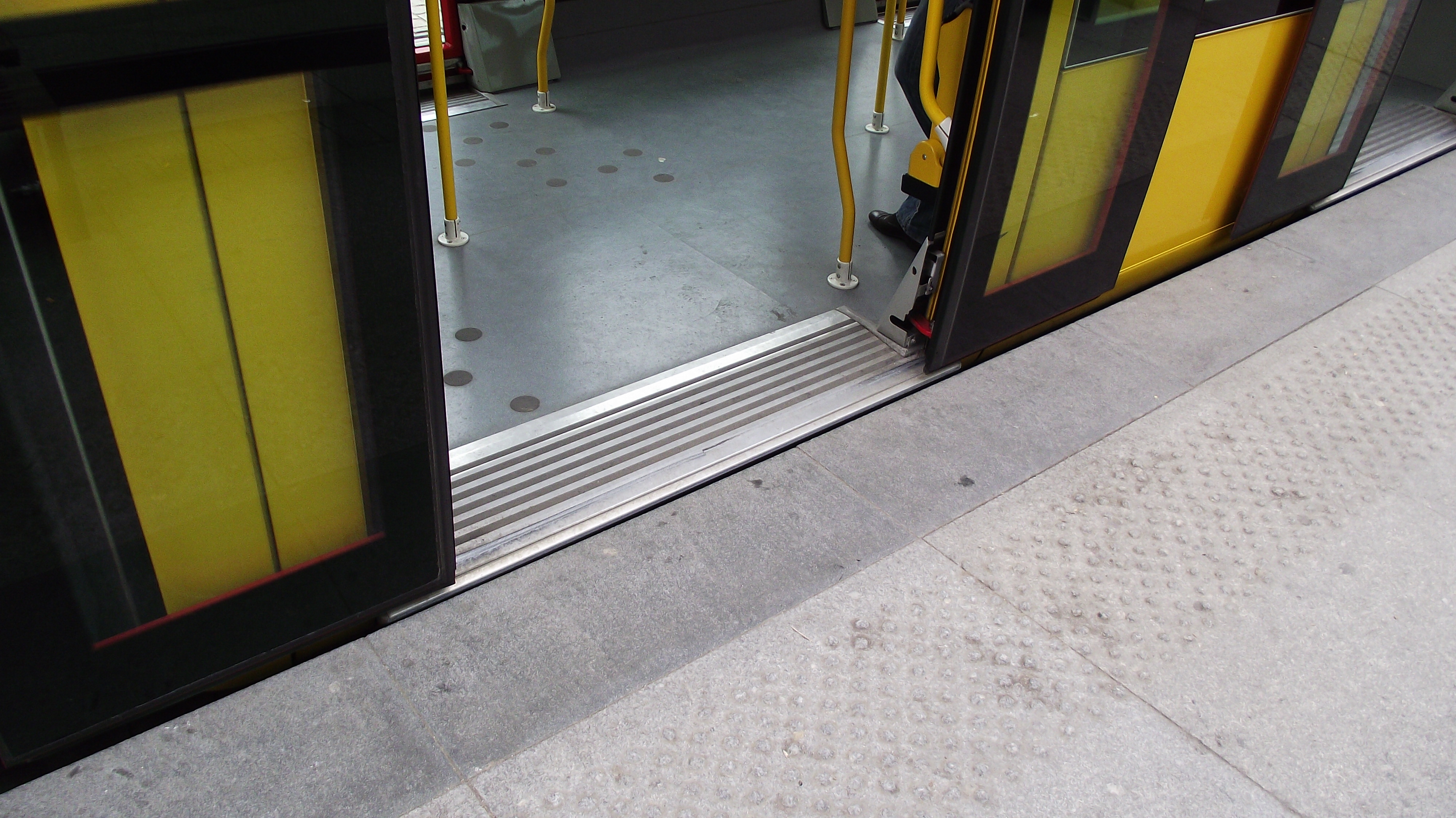
Instap bij een stadstram met standaard perron.
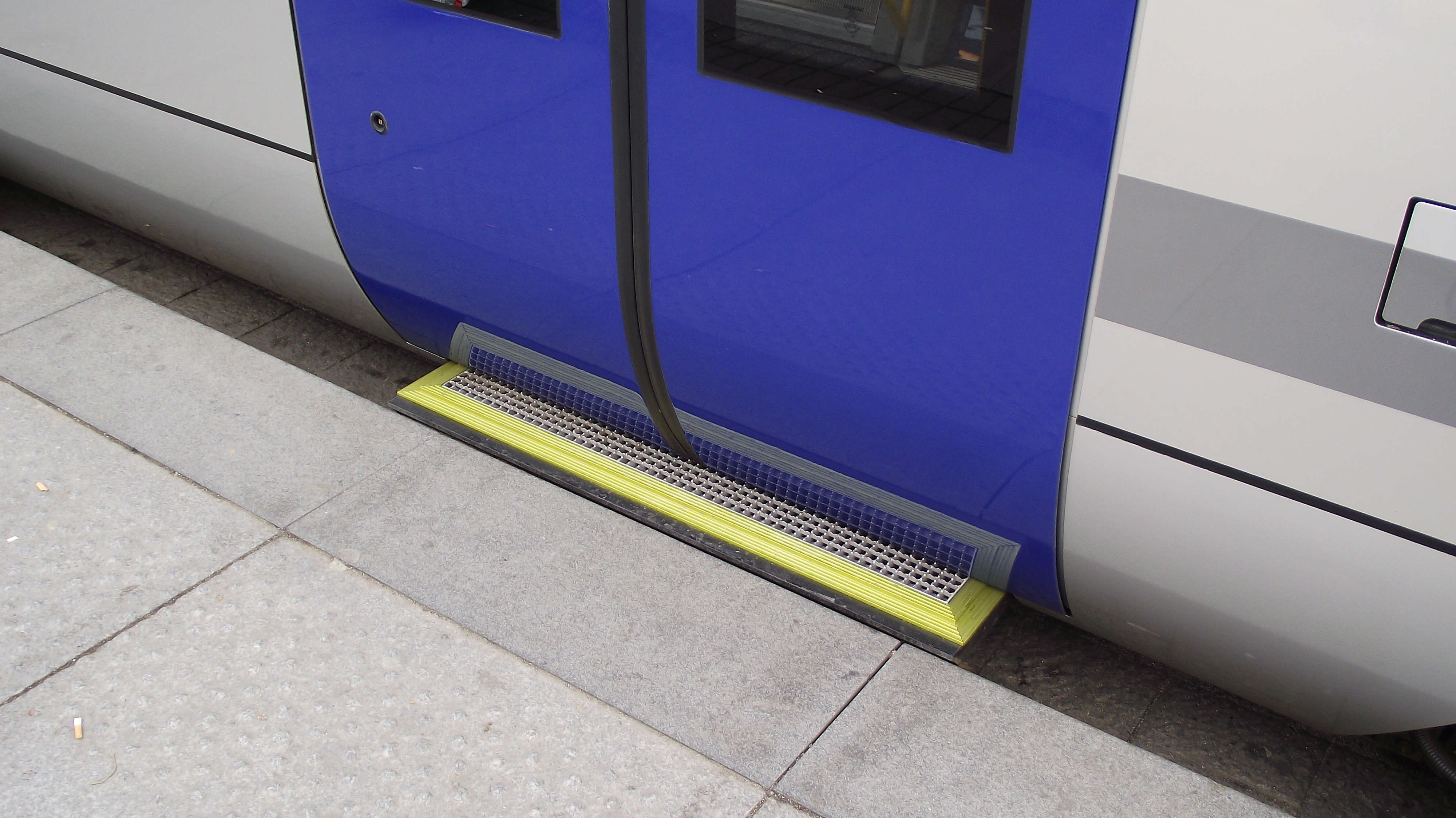
Dezelfde instap met een treintram en uitschuifbare trede.
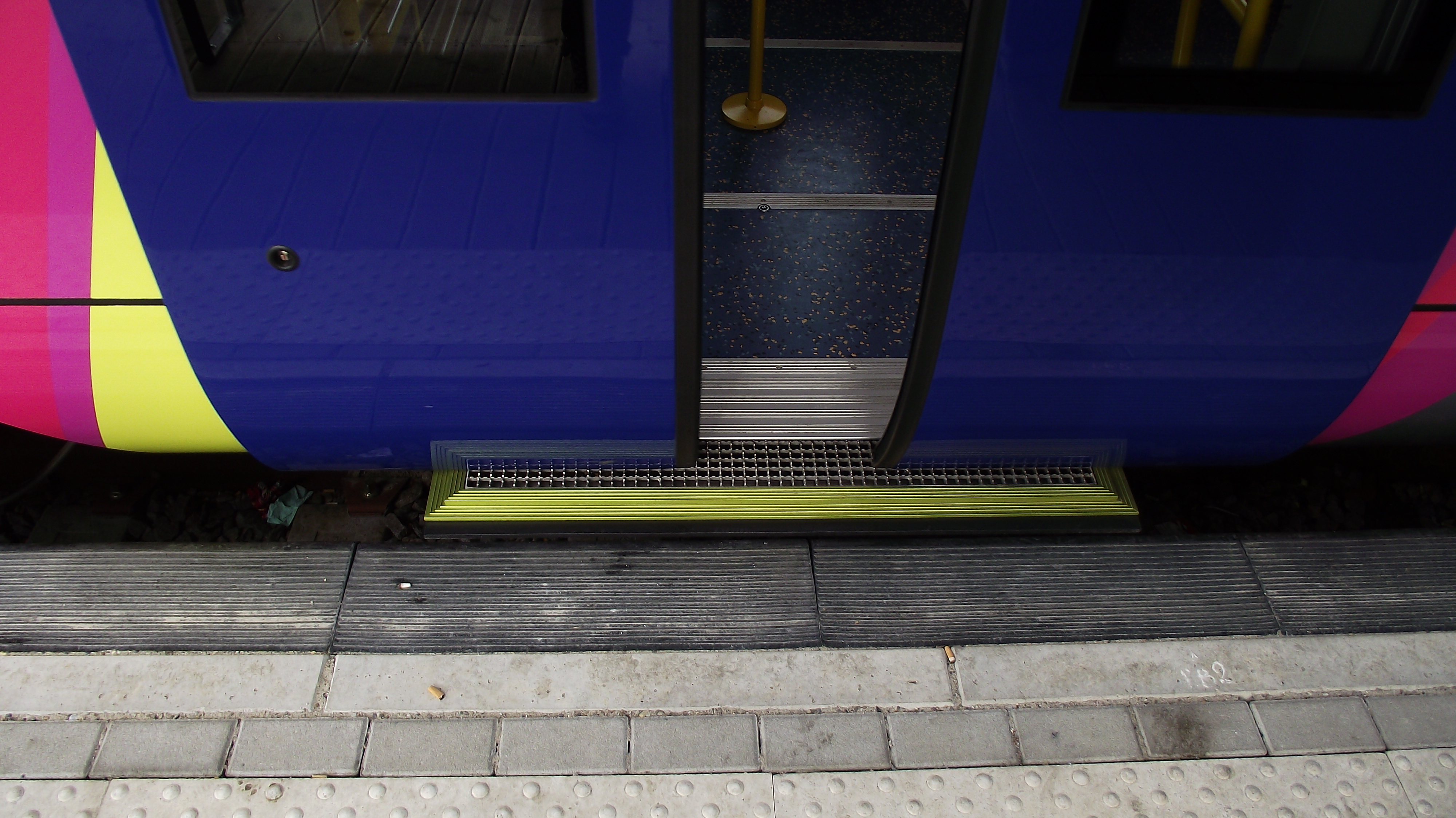
Instap in Lutterbach. De rubberrand verkleint de afstand naar de trede.

## Lijnen

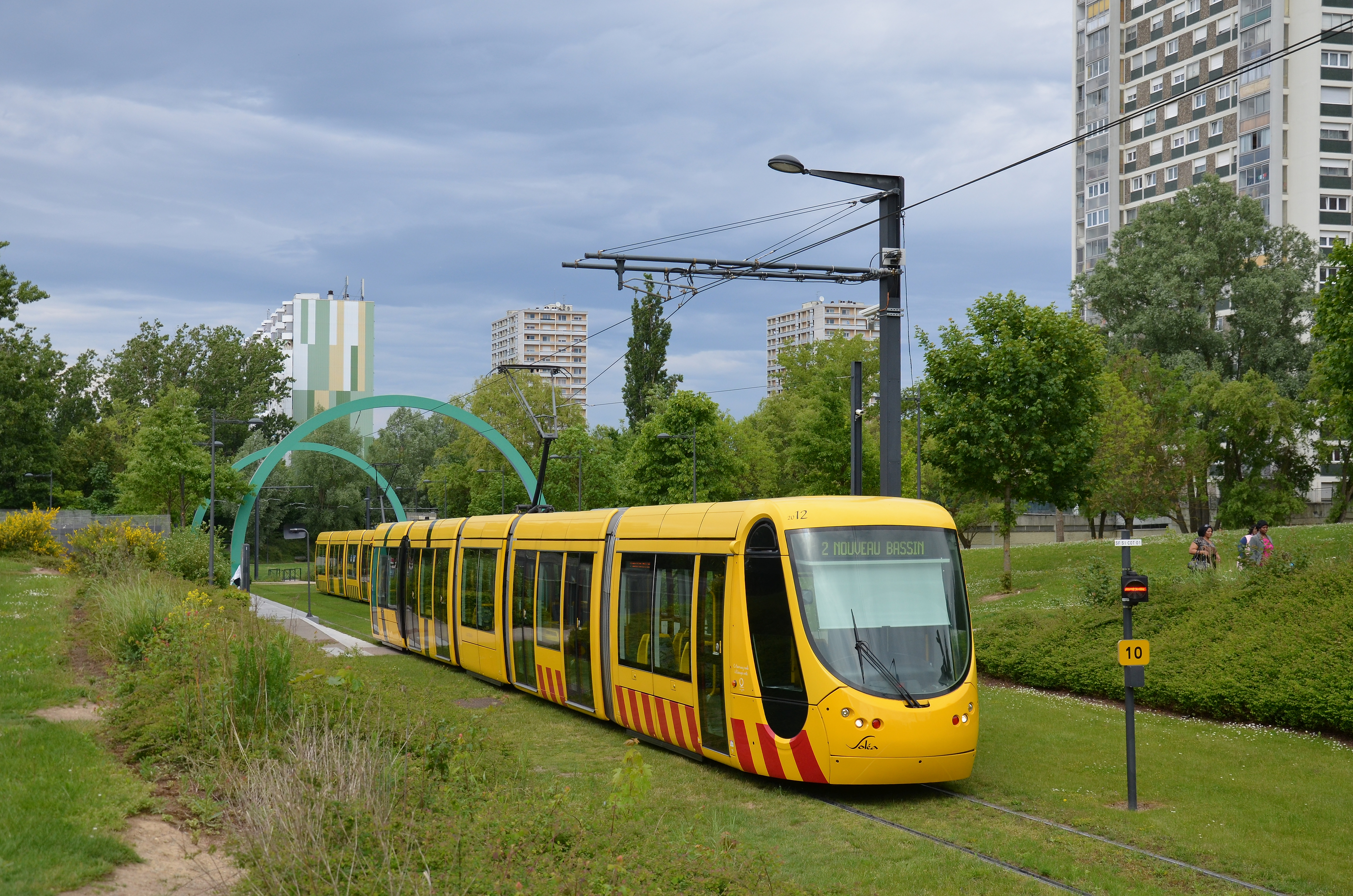
Lijn 2 met kleurrijke bogen van Daniel Buren.

### Lijn 1
Lijn 1 loopt van Châtaignier naar Gare Centrale, en is 5,8 km lang. Tussen de stations Gare Centrale en Porte Jeune loopt de lijn samen met lijn 3/Tram-Train, op de laatste kan op alle lijnen van het tramnet overgestapt worden.

### Lijn 2

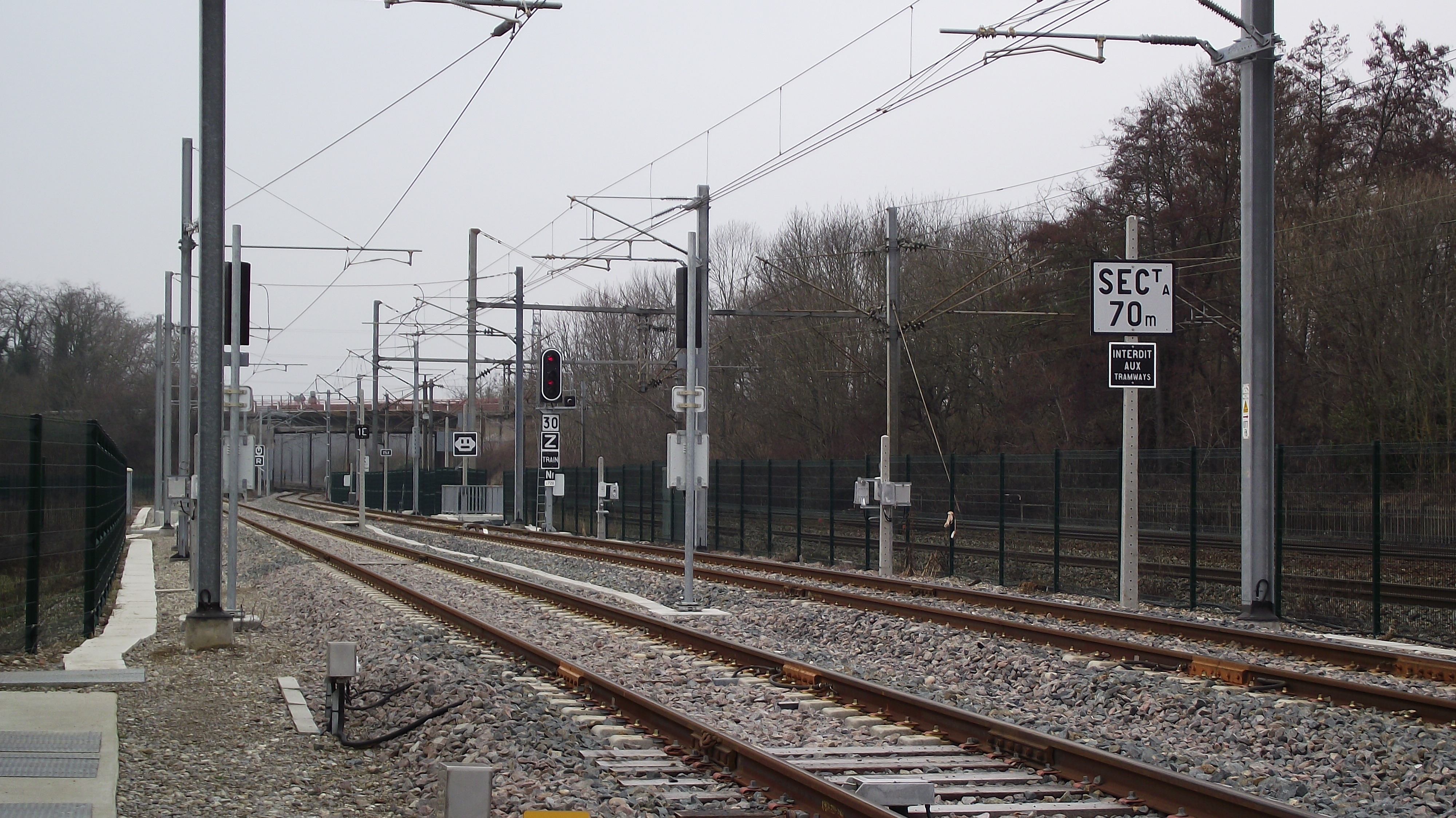
De overgangssectie van tramspoor naar spoorweg op het rechterspoor in Lutterbach.

Lijn 2 loopt van Coteaux naar Nouveau Bassin, en is 6,2 km lang. Tussen de stations Daguerre en Porte Jeune loopt de lijn samen met lijn 3/Tram-Train, op de laatste kan op alle lijnen van het tramnet overgestapt worden.

### T3/Tram-Train
De Tram-Train Mulhouse Vallée-de-la-Thur is een tramlijn die loopt van het station Mulhouse-Ville naar het 22 kilometer verderop gelegen station Thann Saint-Jacques. De lijn loopt tussen de stations Gare Centrale en Lutterbach over tramsporen, en daarna over treinsporen, waardoor het een Tramtrein project is. Over het tramtracé tussen Gare Centrale en Lutterbach rijden er extra trams onder Lijn 3 om de frequentie binnen Mulhouse te verdubbelen.

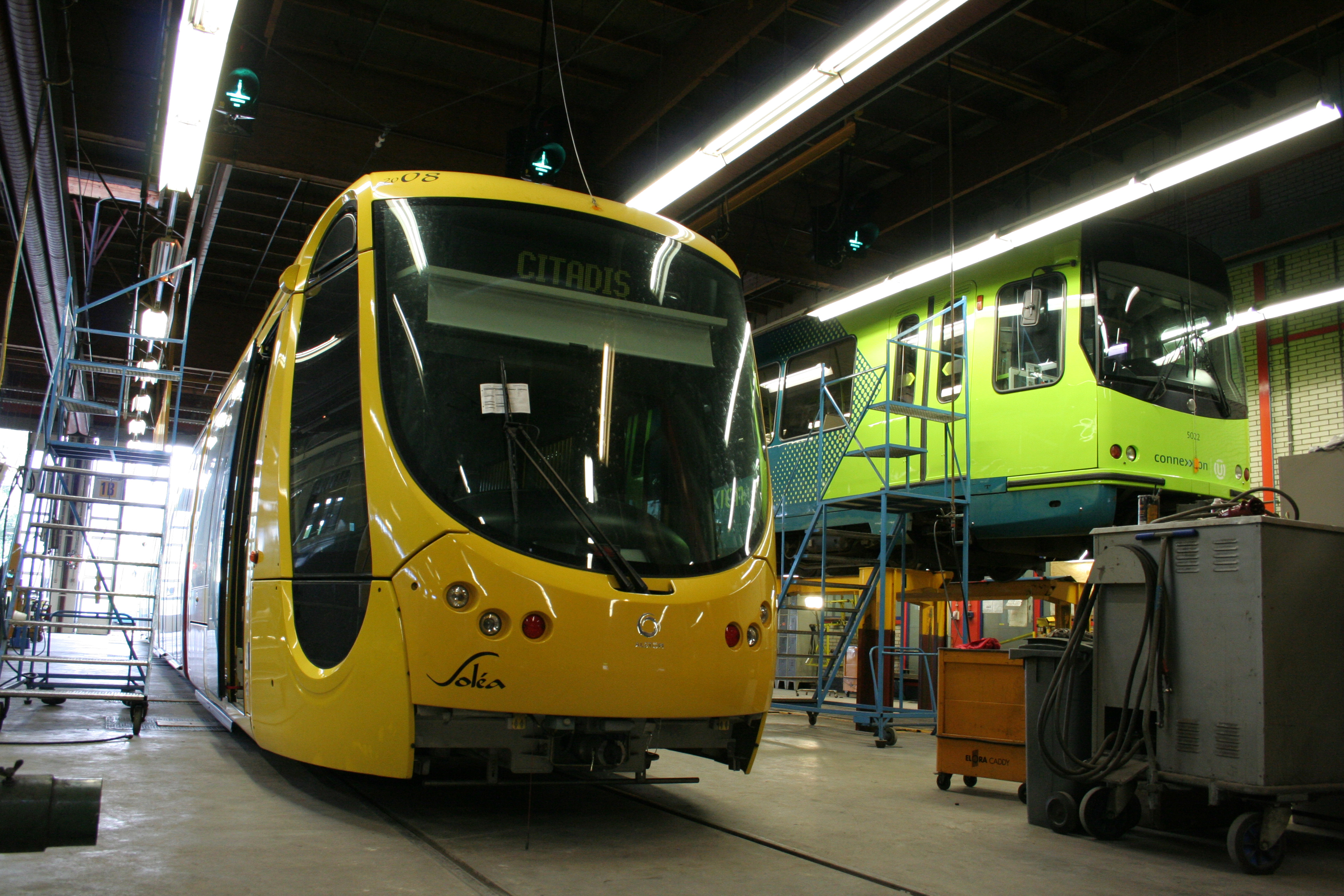
De tram uit Mulhouse, een aantal uur na levering in Utrecht in de remise in Nieuwegein.

## Trivia
Een van de trams van Mulhouse is ook een aantal dagen in Utrecht geweest, ter promotie van de Autoloze Zondag en de doortrekking van de huidige Utrechtse sneltram naar universiteitscentrum De Uithof en Zeist.